# Telege

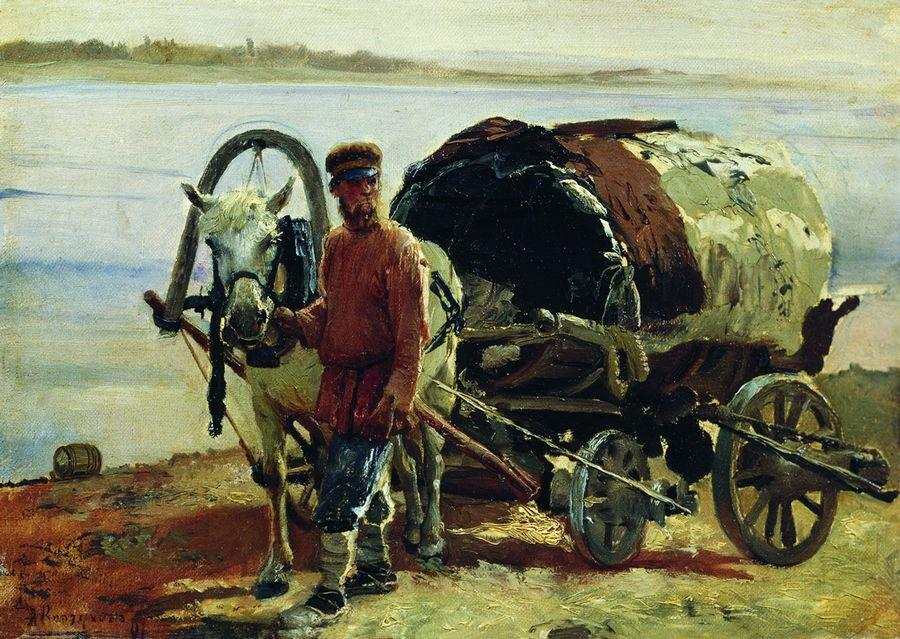
Alexei Korsuchin: Kleine Telege (1891)

Die Telege – von russisch теле́га (teléga) – ist ein einfacher Pferdewagen, der in Russland vom 16. bis ins 20. Jahrhundert weit verbreitet war. Dieser vierrädrige Wagen ist ungefedert und oft ohne Wetterschutz für Fahrer oder Ladung. Dadurch wurde die Telege zum typischen Transportgefährt der einfachen Landbevölkerung.
Die Stellfläche beträgt meist etwa 2,5 mal 1,5 Meter. Normalerweise sind die Vorderräder mit einem Durchmesser von 60 bis 70 cm kleiner, während die hinteren 70 bis 100 cm messen. Die Größe der Räder ist aber kein wesentliches Merkmal dieser Wagenklasse. Üblich sind Lasten bis zu 750 kg. 
Für die Anfertigung eines solchen Wagens benötigte ein Wagner (Stellmacher) zirka einen Monat. Während für moderne Varianten auch Räder mit Luftbereifung verwendet werden, besteht die klassische Telege bis auf einzelne Metallteile vollständig aus Holz.
In Übersetzungen wird im Englischen und Französischen die Endung -a (the telega – la téléga, auch la télègue) gebraucht, während es im Deutschen die Telege heißt (wie in Krieg und Frieden, übersetzt von Erich Böhme; 1928).
Dem Deutschen wurde die Telege durch Romane bekannt, deren Handlung in Russland spielt. Darunter:
- „Krieg und Frieden“; Leo Tolstoi
- „Sebastopol“; Sir John Retcliffe
- „Reiseerinnerungen“; Friedrich August Kolenati
- "Russlandreise Kaukasische Fahrt"; Alexandre Dumas

„Man darf die Tarantase (sic) nicht mit der Telege verwechseln. Die Tarantase soll ursprünglich ein tatarisches Fuhrwerk sein, und auch jetzt noch findet man die bestgebauten in Kasan. Die Telege ist ein echt russisches Fuhrwerk. Sie findet sich schon beim Herberstein ... abgebildet. Sie gleicht einem Boot, auf einem vierrädrigen kurzen Unterwagen gesetzt und sieht zierlicher aus, als unsere Bauernwagen. Niemand wagt aber die Behauptung, daß man bequem darauf sitze, auch muß man beständig und mit Geschicklichkeit darauf balanzieren, will man nicht herabgeschleudert werden! ... Auf den russischen Poststationen find man kein anderes Fuhrwerk als dieses.“